# Hellmut Wormsbächer
Hellmut Wormsbächer (* 24. September 1925 in Garstedt, Kreis Pinneberg; † 14. April 2020 in Hamburg) war ein deutscher Chorleiter, Komponist und Dirigent.

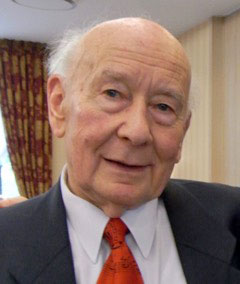
Hellmut Wormsbächer

## Leben

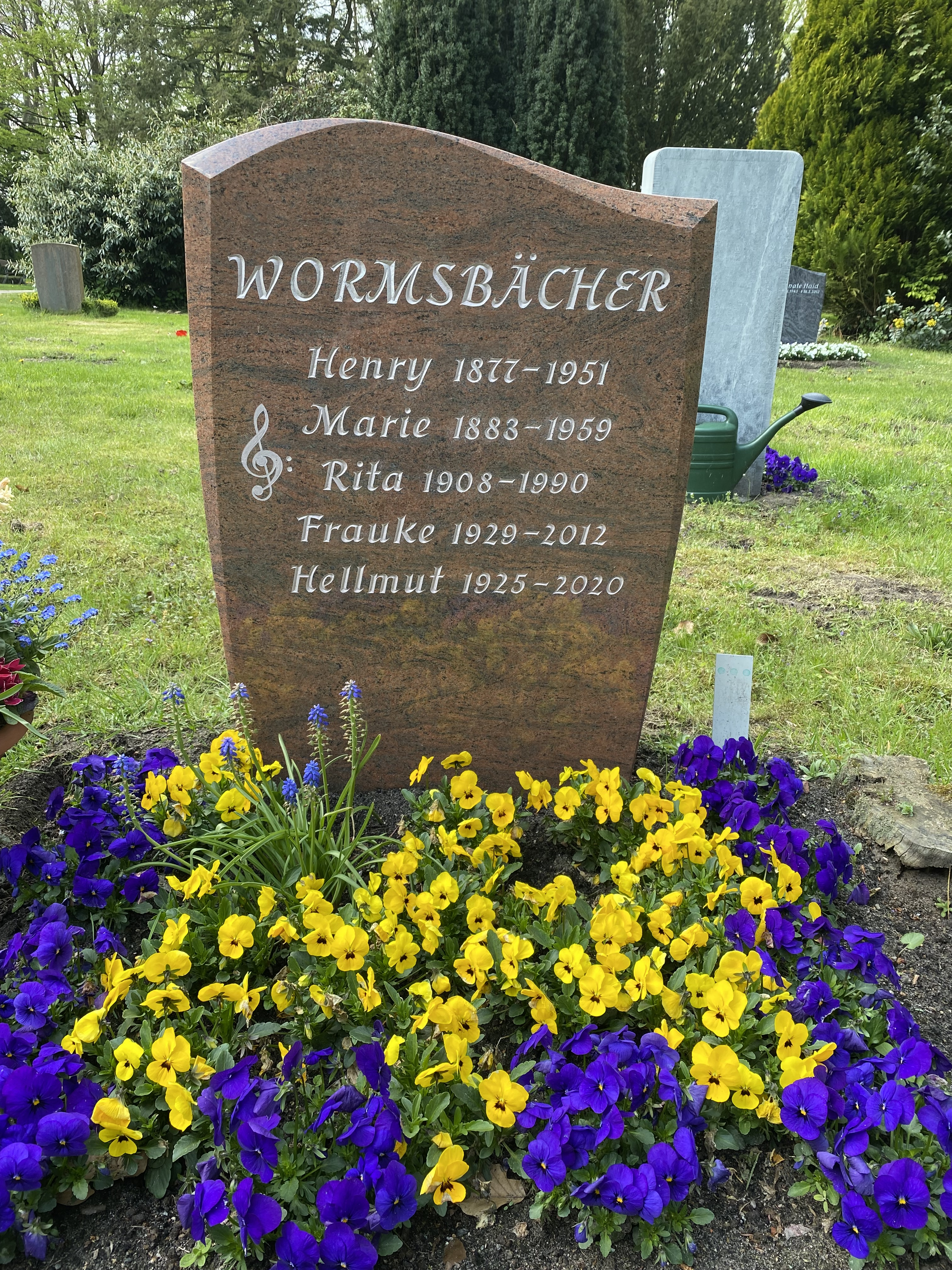
Grabstätte auf dem Friedhof Bergedorf

Hellmut Wormsbächer erhielt seine musikalische Ausbildung in Frankfurt am Main bei Kurt Thomas am Musischen Gymnasium.
Später folgte an der Hochschule für Musik und Theater in Hamburg ein Kapellmeisterstudium bei Wilhelm Brückner-Rüggeberg. Weitere Studien absolvierte er in den Bereichen Gesang, Klavier und Komposition.
1946 gründete Hellmut Wormsbächer den Bergedorfer Kammerchor, den er bis zum Jahr 2001 leitete und mit dem er vielbeachtete Konzerte im In- und Ausland gab. Mit dem Bergedorfer Kammerchor wurden zahlreiche Tonträger, sowie Rundfunk- und Fernsehsendungen mit namhaften Solisten und Orchestern produziert. 1986 wurde der Chor vom Senat der Freien und Hansestadt Hamburg mit der Senator-Biermann-Ratjen-Medaille für seine künstlerischen Verdienste um die Stadt Hamburg geehrt.
Ab 1947 übernahm Hellmut Wormsbächer die Volkschöre Altona und Barmbek, sowie den Brahms-Chor Bergedorf, die zusammen den Hamburger Oratorienchor bilden. Er leitete den Chor bis 1995 und führte mit ihm in der Hamburger Musikhalle (Laeiszhalle) außer den bekannten Messen und Oratorien auch seinerzeit unbekanntere große Werke auf (mehrere Hamburger Erstaufführungen).
1969 gründete Hellmut Wormsbächer den Bergedorfer Kinder- und Jugendchor, den er bis 1994 leitete.
Einladungen zu Gastdirigaten führten Hellmut Wormsbächer 1988 und 1990 nach Japan (Tokio).
Über dreißig Jahre wirkte Hellmut Wormsbächer als Dozent für Chorleitung der Arbeitsgemeinschaft Deutscher Chorverbände in Schleswig-Holstein und unterrichtete dort die Oberstufe.
Viele seiner Kompositionen und Bearbeitungen für Chor liegen als Druckausgaben bei Musikverlagen vor.
Hellmut Wormsbächer starb am 14. April 2020 im Alter von 94 Jahren in Hamburg-Bergedorf und wurde auf dem dortigen Friedhof beigesetzt.

## Auszeichnungen
- Bundesverdienstkreuz am Bande
- Johannes-Brahms-Medaille der Freien und Hansestadt Hamburg[15][16]
- Ernennung zum „Chordirektor“ durch die Arbeitsgemeinschaft Deutscher Chorverbände
- Händel-Ring des Verbandes Deutscher KonzertChöre[17][18][19]
- „Goldene Ehrennadel“ des Deutschen Sängerbundes
- Heinrich Pausen Medaille des Sängerbundes Schleswig-Holstein